# BBS鄉民的正義前傳：必要之闇
《BBS鄉民的正義前傳：必要之闇》（英語：DARK CODE）是由台灣導演林世勇所執導的電影《BBS鄉民的正義》前傳，於2013年11月15日於網路上映，改編自台灣BBS網路事件。

## 劇情
嫌犯石劭軒（高英軒飾）的女友白文琪（林玟誼飾）為了籌錢，被強迫拍攝裸照。
攝影公司員工恣意將照片散佈在網路，造成白文琪憂鬱自殺。石劭軒為了幫女友報仇而入侵警方系統，想要找出並殺害所有攝影公司員工。
駭客貝偉倫（金勤飾）被警官馮媛玉（小蠻飾）要求協助調查這一連串的殺人駭客事件，同時將面臨史上最棘手的網路遙控炸彈。

## 演員

### 主要演員
| 演員   | 角色   | 网名(ID)        | 備註 |
| 金勤   | 貝偉倫 | KING            | B.B.S. system站長 貝偉倫個性溫和善解人意，在大學時期是個程式高手，畢業後與同系夥伴一起組織工作室，最後因為看到石劭軒和白文琪的戀情而離開團隊開始四處闖蕩，被國家要求幫忙處理一些棘手的網路案件。 |
| 高英軒 | 石劭軒 | KAO Ying Hsuan  | W-Virus撰寫者 石劭軒的高強程式能力使他擁有莫名使命感，想要靠著一支程式來改變所以網路生態，但卻久久無法開發完成。衝動的性格使他對白文琪的死採取極端作法。在徒手殺死兩名攝影公司員工後，負傷前去尋求黑社會的資源，已被警方列為重要行兇要犯，最後在EVE-Virus被貝偉倫解除之後被探員射殺，身中數槍後倒地身亡。 |
| 林玟誼 | 白文琪 | Grace LIN       | EVE-Virus撰寫者 白文慧的姐姐，石劭軒女友，為了幫SBB工作室解決財務問題，選擇接拍清涼照片，卻被攝影師強拍裸照並上傳網路，讓鄉民認為她是AV女優導致罹患憂鬱症，最終在工作室燒炭自殺，死前留下的遺書提到石劭軒和貝偉倫好好活下去                                                                               |
| 小蠻   | 馮媛玉 | Shuan WANG      | 首席女特務 部屬們都稱她為BOSS，透過李組長才得知貝偉倫的位置 |
| 樓學賢 | 堂主   | Hsiao-Hsien LOU | 千風堂火藥大亨 因為被石劭軒掌握所有把柄，而不得不提供武器和炸藥。 |

### 其他演員
| 演員   | 備註                                             |
| 林史恩 | 攝影公司老闆                                     |
| 志傑   | 攝影公司員工                                     |
| 張哲豪 | 攝影公司員工                                     |
| 楊志龍 | 特務beta，BOSS的部屬                             |
| 黃勁棠 | 特務，beta的部屬，在BOSS抵達時向她報告頻道被入侵 |
| 廖崇宇 | 堂主左右護法                                     |
| 高宸熙 | 堂主左右護法                                     |
| 曾雅文 | 堂主情婦                                         |
| 黃奕嘉 | 堂主小弟                                         |
| 邱昇興 | 堂主小弟                                         |
| 范景瑋 | 堂主小弟                                         |
| 張建凱 | 堂主小弟                                         |
| 黃勁堂 | 特務A                                            |
| 楊凱瑋 | 特務                                             |
| 何其昌 | 特務                                             |
| 張桂銘 | 堂主小弟                                         |
| 羅金龍 | 特務                                             |
| 陳嘉斌 | 特務                                             |
| 何裕天 | 特務                                             |
| 何冠漢 | 特務                                             |
| 張亥佑 | 特務                                             |
| 廖富農 | 特務                                             |
| 王威量 | 特務                                             |
| 陳漢章 | 特務                                             |
| 鐘國豪 | 特務                                             |
| 林德輝 | 堂主小弟                                         |
| 謝志宏 | 特務                                             |
| 許為翔 | 特務                                             |
| 簡嘉賢 | 特務                                             |
| 陳愛淳 | 護士                                             |
| 田學林 | 護士                                             |
| 王欣隆 | 救護車人員                                       |
| 鍾宏董 | 救護車人員                                       |

## 拍攝場景
- 國立公共資訊圖書館
- 台中亞緻大飯店(The ONE)

此外，臺中市政府也給予該片150萬元輔導金及拍攝支援。

## 外部連結
- 《BBS鄉民的正義》官方網站
- 《必要之闇："BBS鄉民的正義"前傳預告片》 YouTube（页面存档备份，存于）
- 必要之闇電影粉絲團的Facebook專頁
- 豆瓣电影上《BBS鄉民的正義前傳：必要之闇》的資料 （简体中文）